# هردلند (میزوری)
هردلند (به انگلیسی: Hurdland) یک شهر در ایالات متحده آمریکا است که در شهرستان ناکس، میزوری واقع شده‌است. هردلند ۰٫۸۵ کیلومتر مربع مساحت و ۱۶۳ نفر جمعیت دارد و ۲۷۰ متر بالاتر از سطح دریا قرار دارد.